# Хауши, Богдан
Богдан Василе Хауши (рум. Bogdan Hauşi; 29 сентября 1985, Бая-Маре) — румынский футболист, защитник.

## Биография
Выступал за румынский клуб «Бая-Маре» из одноимённого города. Летом 2008 года перешёл в молдавскую «Искра-Сталь». В чемпионате Молдавии дебютировал 2 июля 2008 года в матче против «Олимпии» (1:1), на 24 минуте Хауши забил гол, на 33 минуте он заработал красную карточку. В сезоне 2008/09 вместе с командой стал бронзовым призёром чемпионата Молдавии, проиграв только «Дачии» и «Шерифу». В июле 2009 года сыграл 2 матча в квалификации Кубка УЕФА против болгарского «Черно Море». Всего за «Искру-Сталь» в чемпионате Молдавии сыграл 31 матч и забил 8 голов и получил 2 красные карточки. В конце 2009 года покинул «Искру-Сталь». В феврале 2010 года подписал годичный контракт с ужгородским «Закарпатьем». В 2012 году выступал за молдавский «Рапид», в феврале 2013 года перешёл в футбольный клуб «Тирасполь».
В марте 2015 года стал игроком узбекского клуба «Бухара».
Далее выступал за полупрофессиональные румынские клубы, c 2016 по 2019 годы за «Вииторул Улмени», а с 2019 по 2021 годы за «Прогресс Ломцужа Маре».

## Достижения
«Искра-Сталь»
- Бронзовый призёр чемпионата Молдавии (1): 2008/09

«Тирасполь»
- Обладатель Кубка Молдавии: (1): 2013